# Concordante vertaling
Onder een concordante vertaling verstaat men een vertaling die een bepaald woord uit de te vertalen tekst telkens weergeeft met hetzelfde woord in de taal waarnaar vertaald wordt. De term wordt vrijwel alleen gebruikt in de context van Bijbelvertalingen en hangt samen met bepaalde theologische opvattingen over de taal van de Bijbel. In plaats van concordant wordt ook wel de term idiolect gebruikt; hieronder verstaat men het streven om de taal- en stijlvorm van de brontekst zo strikt mogelijk weer te geven in de vertaling.
Een concordantie is een hulpmiddel waarin alle woorden uit de Bijbel alfabetisch opgenomen zijn. Een bekende concordantie voor het Engelse taalgebied is de Concordantie van Strong. Deze geeft elke woord van de grondtekst een nummer, een definitie, waardoor gemakkelijk te zien is hoe men het woord elders vertaald heeft. De Online Bijbel maakt het mogelijk in meerdere vertalingen op Strongsnummers te zoeken.

## Concordante vertalingen
Ongeveer 200 voor Christus ontstond de Griekse vertaling van het Oude Testament, de Septuagint. Dit was een nogal vrije vertaling van een nogal vrije tekst. Na de opkomst van het christendom werd dit de Bijbel van de christenen. In discussies konden de Joden meestal geen beroep doen op de Hebreeuwse grondtekst, die de christenen niet kenden. Zo ontstond de vertaling van Aquila. Deze vertaalde de Bijbel niet alleen zo letterlijk mogelijk, maar ook extreem concordant: niet alleen trachtte hij voor elk Hebreeuws woord een Grieks woord te zoeken met dezelfde betekenis, maar ook met dezelfde herkomst. Gevolg was dat de Griekse tekst van Aquila vrijwel onleesbaar is.
De Statenvertaling heeft de reputatie van een letterlijke en concordante vertaling. Toch letten de Statenvertalers er juist op dat het Nederlands niet te veel geweld aangedaan werd, voegden ze soms verduidelijkingen toe en vertaalden ze Hebreeuwse en Griekse woorden niet altijd hetzelfde.
Er zijn in Nederland verschillende concordante vertalingen verschenen. De Nederlandse Concordante Vertaling is een zo letterlijk en concordant mogelijke vertaling met als doelstelling zoveel mogelijk interpretatie uit te sluiten. Ook de Naardense Bijbel en de serie "Een vertaling om voor te lezen" van de Societas Hebraica Amstelodamensis vertalen volgens principes die verwant zijn aan concordant vertalen.

## Kritiek
Strikt concordant vertalen hoort bij een bepaalde godsdienstige of theologische visie, maar is in strijd met verschillende taalkundige gegevens. Zo vertalen is niet mogelijk, omdat taal niet uit losse woorden bestaat maar uit tekst. Bovendien hebben woorden geen enkele vaste betekenis, maar krijgen woorden betekenis in combinatie met de context waarin ze gebruikt worden. Lezen zonder interpretatie is niet mogelijk, en dus ook vertalen niet.
Het Griekse woord sarx bijvoorbeeld, dat vanouds met 'vlees' wordt vertaald, heeft alleen al in de Brief van Paulus aan de Romeinen verschillende betekenissen, zoals lichaam, mens, afstamming en de verdorven menselijke natuur. Als een vertaling hier steeds voor 'vlees' kiest, zal een Nederlandse lezer die dit gebruik niet kent de tekst niet begrijpen, omdat dit figuurlijk gebruik van 'vlees' buiten de Bijbel niet gangbaar is. Daarom kiest een vertaalmethode die voor natuurlijk Nederlands gaat, zoals de Nieuwe Bijbelvertaling, elke keer voor de best passende betekenis.
Maar geen van de in Nederland verschenen concordante vertalingen zijn ook zo strikt concordant als de Griekse vertaling van het OT van Aquilla, en houden rekening ermee dat woorden uit de bron- en doeltaal niet één op één op elkaar passen en wijken geregeld af waar het elders gebruikte vertaalwoord een verkeerde betekenis over zet. Maar doordat niet natuurlijk Nederlands de hoogste prioriteit heeft, maar de grenzen van het Nederlands opgezocht worden om consequenter te vertalen, leidt dit tot een moeilijker leesbare vertaling met soms onnatuurlijk Nederlands. Maar dit is ook niet het doel van een concordante vertaling. Door het Griekse woord sarx wel altijd met vlees weer te geven in de Brief van Paulus aan de Romeinen wordt het belang van dit woord in de brief duidelijk en blijft de motiefwerking behouden. Bovendien kunnen over de keuzes voor lichaam, mens, afstamming en menselijke cultuur theologische en exegetische discussies gevoerd worden, of die keuze wel juist is, en laat een concordante vertaling zien welk woord hieraan ten grondslag ligt. Een concordante vertaling is daarmee een studievertaling met zijn eigen voor- en nadelen, net als vertalingen die voor natuurlijk Nederlands gaan die hebben.